# Аминов, Собиржон Нигматович
Собиржон (Собир, Сабирджан) Нигматович Аминов (02 августа 1938 — 9 июля 2020) — советский и узбекистанский учёный-химик, доктор химических наук, профессор.

## Биография
Родился 02.08.1938 в Ташкенте.
После окончания Ташкентского фармацевтического института (1961, с красным дипломом) работал в институте Гидроингео АН УзР в должности старшего инженера. Затем поступил в аспирантуру Института элементоорганических соединений (ИНЭОС, Москва). В 1965 г. защитил кандидатскую диссертацию на тему «Теломеризация этилена алифатическими кислотами и их производными».
В 1965—1978 гг. старший научный сотрудник Института химии АН УзР.
С 1978 г. работал в Ташкентском фармацевтическом институте, в 1978—2012 годах заведующий кафедрой неорганической, физической и коллоидной химии, с 2012 г. профессор кафедры. Проректор (1987—1994) и ректор (1993—1994) института.
Доктор химических наук (1987), профессор (1988).
Автор (соавтор) более 80 изобретений, более 500 научных работ, в том числе монографий, словаря, учебных и учебно-методических пособий («Физическая и коллоидная химия», «Практические занятия по общей и неорганической химии», «Практические занятия по физической и коллоидной химии», «Сборник задач по физической и коллоидной химии», «Неорганическая химия». Под его руководством защищено более 20 кандидатских и докторских диссертаций.
В результате его исследований разработаны фармацевтические препараты Навбахтит, Гликоинувит, Аллтромбосепин, Гликоразмулин, Диабенит, Спекгарлин и Мекритин, выпускающиеся в промышленном масштабе.
Выступал с лекциями на международных научных конференциях в Гааге, Иерусалиме, Барселоне, Вене, Анкаре, Москве, Алма-Ате, Таллине.
Заслуженный деятель науки Республики Узбекистан (2007).
Умер 9 июля 2020 года.
Сочинения:
- Поверхностно-активные производные алкиленянтарных кислот / С. Н. Аминов, Д. С. Сиражиддинова. — Ташкент : Фан, 1986. — 145 с. : ил. — Библиогр.: с. 126—144.
- Коллоидная химия и ее перспективы / С. Н. Аминов. — Ташкент : Узбекистан, 1987. — 23,[1] с.; 20 см. — (Беседы о науке; N10).
- Гидрофобные взаимодействия в бинарных растворах поверхностно-активных веществ / Э. А. Арипов, М. А. Орел, С. Н. Аминов; Отв. ред. К. С. Ахмедов. — Ташкент : Фан, 1980. — 136 с. : ил.; 21 см.